# USCGC White Alder
El USCGC White Alder (WLM/WAGL-541) fue la antigua barca de carga de la Armada de los Estados Unidos, YF-417. La Guardia Costera de los Estados Unidos adquirió un total de ocho de estos antiguos buques de la Armada de la clase YF-257 entre 1947 y 1948 para convertirlos en lanchas de boyas costeras. Eran necesarios para complementar a las lanchas de boyas marítimas más grandes en el servicio de ayudas a la navegación de corto alcance, normalmente las situadas en aguas costeras y puertos.
Estaban construidos completamente de acero y originalmente fueron diseñados para transportar municiones y carga desde la costa hasta los buques de gran calado anclados en alta mar. Estos lanchas eran muy adecuados para una variedad de tareas costeras porque el diseño de su casco incorporaba un calado reducido con una sólida planta de ingeniería. Todas estas lanchas de 133 pies (41 m) tenían suficiente espacio de carga para almacenar equipo y una cubierta abierta y una botavara para manipular objetos grandes. Demostraron ser botes salvavidas capaces y útiles. Cada uno recibió el nombre de una planta, arbusto o árbol, con el prefijo "blanco".

## Hundimiento
El White Alder estuvo destinado en Nueva Orleans, Luisiana, durante toda su carrera en la Guardia Costera, que se extendió desde 1947 hasta 1968. Su principal misión era la de prestar ayudas a la navegación fluvial, aunque se le convocaba para llevar a cabo otras tareas tradicionales de la Guardia Costera, como búsqueda y rescate o tareas de aplicación de la ley, según fuera necesario. A mediados de noviembre de 1965, escoltó una barcaza elevada que transportaba cloro a una planta química y el 4 de diciembre de 1968 reflotó el cúter USCGC Loganberry (WLI-65305) , que había quedado varado el 3 de diciembre.
Aproximadamente a las 18:29 CST del 7 de diciembre de 1968, el White Alder, que se dirigía hacia abajo, chocó contra el M/V Helena, un carguero taiwanés de 455 pies (139 m) que se dirigía hacia arriba, en el río Misisipi, a la milla 195,3 sobre Head of Passes, cerca de White Castle, Luisiana, y se hundió en 75 pies (23 m) de agua. Tres de los 20 tripulantes fueron rescatados, mientras que los otros 17 perecieron. Los buzos recuperaron los cuerpos de tres de los muertos, pero los sedimentos del río sepultaron el cúter tan rápidamente que las operaciones de recuperación y salvamento continuas resultaron imprácticas. La Guardia Costera decidió dejar a los 14 tripulantes restantes sepultados en el cúter hundido, que permanece enterrado en el fondo del río Misisipi.
El 7 de diciembre de 1969, la Guardia Costera dedicó un monumento en su base de Nueva Orleans al White Alder y a su tripulación. El monumento se trasladó a las nuevas oficinas del Grupo de la Guardia Costera en Nueva Orleans, en Metairie (Luisiana), y se volvió a inaugurar el 6 de diciembre de 2002.